# Черниченко-Лампека Наталія Іванівна
Наталія Іванівна Черниченко-Лампе́ка (нар. 3 листопада 1954, Київ) — українська художниця кераміки і педагог; член Спілки майстрів народного мистецтва України з 1991 року та Київської організації Спілки художників України з 1994 року. Дружина художника Миколи Лампеки.

## Біографія
Народилася 3 листопада 1954 року в місті Києві. 1979 року закінчила Львівський інститут декоративного та прикладного мистецтва, де навчалася зокрема у Зеновія Флінта, Івана Томчука, Тараса Янка. Дипломна робота — чайно-кавовий сервіз для масового виробництва (керівник Борис Горбалюк, оцінка — відмінно).
Упродовж 1979—1996 років працювала художницею з розпису на Київському експериментальному кераміко-художньому заводі/ВАТ «ДЕФФА». Працює старшим викладачем кафедри художньої кераміки, дерева, скульптури та металу Київської державної академії декоративно-прикладного мистецтва і дизайну імені Михайла Бойчука. Живе в Києві в будинку на вуиці Архітектора Вербицького, № 10-А, квартира № 163.

## Творчість
Працює в галузі декоративно-ужиткового мистецтва (кераміка, декоративний розпис). Авторка понад 400 творів, зокрема вази — «Київ» (1980), «Росинка» (1984).
Учасниця понад 40 всеукраїнських та міжнародних виставок та пленерів.
Окремі роботи зберінаються в Національному музеї українського народного декоративного мистецтва у Києві, Музеї образотворчих мистецтв імені Олександра Білого у Чорноморську, Запорізькому художньому музеї, а також у приватних колекціях в Україні та за кордоном.
Авторка науково-практичних публікацій:
- Симпозіум в Опішному // Митець. — 2011. — № 35. — С. 2;
- Багатогранність яскравого таланту" (до 100-річного ювілею В. Павленко) // Митець, 2012—2013. — № 36—38. — С. 3;
- Все залишається людям. До 90-річного ювілею заслуженого художника України Грудзинської О. А. // Митець, 2013. — № 39—41. — С. 3;
- Скульптурні симпозіуми // Митець, 2015. — № 14—15 (58—59). — С. 4;
- Ювілеї. Портрет. Параска Павленко (1881 с. Петриківка Катеринославської губернії) // Вісник археології, мистецтва, культурної антропології. — 2006. — № 16—18. — С. 70—72 (у співавторстві з М. Селівачовим);
- Персони. Ганна Павленко-Черниченко // Технічна естетика і дизайн: науково-технічний збірник. — 2008. — Вип. 5. — С. 258—262.

## Відзнаки[1]
- Медаль «У пам'ять 1500-річчя Києва» (1984);
- Почесна грамота Міністерства освіти і науки України (2006);
- Премія Київської організації Національної спілки художників України «Мистець» імені Сергія Колоса (2007);
- Почесна грамота Міністерства культури і туризму України (2008);
- Відмінник освіти України (2013);
- Нагрудний знак Міністерства освіти і науки України «За наукові та освітні досягнення» (2013);
- Премія імені Катерини Білокур за 2013 рік;
- Грамота Київської державної академії декоративно-прикладного мистецтва і дизайну імені Михайла Бойчука (2018);
- Благословенна грамота Патріарха Філарета (2018).